# Upucerthie à gorge blanche
Upucerthia albigula
Espèce
Répartition géographique
Statut de conservation UICN

 LC  : Préoccupation mineure
L’Upucerthie à gorge blanche (Upucerthia albigula) est une espèce de passereaux d'Amérique du Sud appartenant à la famille des Furnariidae.

## Répartition
Cet oiseau peuple le flanc pacifique de la Cordillère Occidentale du Pérou et du nord du Chili.

## Habitat
Elle habite les zones de broussailles subtropicales et tropicales de haute-montagne.